# Stroet
Stroet is een dorp in de gemeente Schagen, in de provincie Noord-Holland. Het dorp kende in 2005 ongeveer 356 inwoners.
De naam Stroet komt van de benaming "stroet" wat moerassig betekent in Oudfries, met een eerste vermelding in 1478. Een watermolen stond op het westeinde van Dirkshorn maar behoorde bij de Stroet in 1637 (de korenmolen was bij St.Maarten).
Stroet is een echt lintdorp, dat van het westeinde van Dirkshorn naar de richting van Sint Maarten loopt. Het dorp kent een aantal grote bollentelers en er is een orchideeënkwekerij gevestigd.
Burgerbrug · Burgervlotbrug · Callantsoog · Dirkshorn · Eenigenburg · Groenveld · Groote Keeten · Krabbendam · Oudesluis · Petten · 't Rijpje · Schagen · Schagerbrug · Schoorldam (deels) · Sint Maarten · Sint Maartensbrug · Sint Maartensvlotbrug · Stroet · Tjallewal · Tolke (deels) · Tuitjenhorn · Valkkoog · Waarland · Warmenhuizen · 't Zand

Buurtschappen: Abbestede · Avendorp · Bliekenbos · 't Buurtje · De Banne · Burghorn · Cornelissenwerf · Dijkstaal · Grootven · Grotewal · Het Korfwater · De Hale · Hemkewerf · Huiskebuurt · Kalverdijk · Keinse · Keinsmerbrug · Kerkbuurt · Lagedijk · Leihoek · Mennonietenbuurt · Nes · Schagerwaard · Sint Maartenszee · Slootgaard · De Stolpen · Stolpervlotbrug · Vennik (deels) · 't Wad · De Weel (deels) · Woudmeer · Zijbelhuizen · Zijpersluis